# Duvalius djokovici
Duvalius djokovici — вид жуків із родини турунів (Carabidae). Описаний у 2022 році. Названий на честь сербського тенісиста Новака Джоковича.

## Поширення
Ендемік Сербії. Виявлений у печері в горі Повлен на заході країни. 

## Опис
Жук слабопігментований, середнього розміру, без слідів очей, з глибокими і повними фронтальними борознами, двома парами дискових щетинок надкрила та характерною формою едеагуса.